# Arák megye
Arák megye (perzsául: شهرستان اراک), korábbi nevén Szoltánábád megye (شهرستان سلطان آباد) Irán Markazi tartományának déli, középső megyéje az ország középső, nyugati részén. Északon Faráhán megye, északkeleten Ástiján megye, keletről Delidzsán megye, délkeletről Mahallát megye, délről Homejn megye, nyugatról Sázand megye, északnyugatról Hondáb megye határolja. Székhelye az 526 000 fős Arák városa, mely egyben Markazi tartomány székhelye is. Második legnagyobb városa az 5500 fős Dávudábád, további városai Száruk és Kárcsán. A megye lakossága 535 449 fő. A megye három kerületre oszlik: Központi kerület, Maszumije kerület és Száruk kerület. 2006-ban a közigazgatási határai megváltoztak, mert kivált belőle Hondáb megye és Faráhán megye. A megye 2006 előtti lélekszáma 602 971 fő volt.

## Fordítás
- Ez a szócikk részben vagy egészben  az   Arak County című angol Wikipédia-szócikk ezen változatának fordításán alapul.  Az eredeti cikk szerkesztőit annak laptörténete sorolja fel. Ez a jelzés csupán a megfogalmazás eredetét és a szerzői jogokat jelzi, nem szolgál a cikkben szereplő információk forrásmegjelöléseként.